# Tom Hugo
Tom Hugo Hermansen (Kristiansand, 5 dicembre 1979) è un cantante, compositore e musicista norvegese.

## Biografia

### Cantante
Nel si trasferì ad Amburgo e cominciò a lavorare con Káme Entertainment e la All Access Entertainment. Nel 2009 fu lanciato l'EP I Apologise con l'etichetta discografica indie BrilJant/Indigo. Nell'estate del 2011 esce il singolo Open Up Your Eyes, che raggiunge il centesimo posto nelle classifiche radiofoniche tedesche. Ha pubblicato poi il suo album d'esordio Sundry Tales in Germania, a giugno del 2012. 
Sundry Tales fu pubblicato anche in Norvegia dall'etichetta HW Records/Musikkoperatørene, e raggiunse il ventitreesimo posto delle classifiche norvegesi dei dischi più venduti. Il singolo Open Up Your Eyes raggiunse il numero venti delle classifiche radiofoniche norvegesi, e il singolo successivo, Million Doors, è rimasto al primo posto nella classifica della più grande stazione radio norvegese, NRK P1, per dodici settimane.
Si è esibito diverse volte in entrambi i suoi paesi di residenza, svolgendo anche un tour con la band The Overtones, e ha partecipato festival come "Palmesus 2012", Welt Astra Tag, Reeperbahn-Festival e Quart 09. Ha suonato dal vivo negli show televisivi norvegesi ZDF MorgenMagazin e God Morgen Norge (sul canale TV2-Norway), e il 23 novembre 2012 ha partecipato anche al programma televisivo in prima serata Beat for Beat.
Nel 2019 entra a far parte dei Keiino, con Alexandra Rotan e Fred Buljo, e dopo aver vinto il Melodi Grand Prix 2019 con Spirit in the Sky, ha rappresentato la Norvegia con gli altri membri del gruppo all'Eurovision Song Contest 2019.
Parallelamente alla sua carriera solista, ha fatto parte anche del gruppo Radiojam.

### Compositore
Ha collaborato alla scrittura di testi musicali per artisti provenienti dall'Europa e dall'Asia. In Giappone, il supergruppo coreano TVXQ ha lanciato il brano Very Merry Xmas il 27 novembre 2013, scritto da lui insieme a Chris Busek. Nell'estate del 2013 ha partecipato alla scrittura del brano Sunny Day Hero, lato B del maxi singolo degli SHINee Boys Meet U.
Ha scritto tre tracce con Y'akoto per il suo album Baby Blues, prodotto da Warner Bros. Germany nel 2012. Il singolo Without You, di cui è coautore, ha avuto un discreto successo radiofonico. L'album ha conquistato il ventesimo posto in Germania, ed è stato nominato all'Echo Award nel 2013. Ha collaborato con il compositore finlandese Erik Nyholm nella scrittura del singolo Hard to love you, eseguito da Sebastian Wurth e pubblicato nel 2011. Nel 2010 Meg Pfeiffer incise Love is Easy, scritta da lui, Tebey e Sebastian Kirchner per il suo album Bullrider (che ha raggiunto sessantatreesimo posto delle classifiche tedesche).

## Discografia

### Album in studio
- 2012 - Sundry Tales

### EP
- 2009 - I Apologies

### Singoli
- 2011 - Open Up Your Eyes
- 2013 - Det er du
- 2013 - It Is You
- 2014 - Nothing but the Best
- 2015 - Hjertet tar'kke feil
- 2017 - Better Than Me
- 2017 - Without You (feat. Polina Vita)
- 2017 - Huske Å Gå Hjem (feat. Radiojam)
- 2018 - I Like I Like I Like

Come componente dei Keiino
- 2019 - Spirit in the Sky
- 2022 - Monument